# イ・ジュンギ
イ・ジュンギ（朝: 이 준기、漢: 李 準基、1982年4月17日 - ）は、韓国の俳優。身長178cm、体重63kg、血液型B型。本貫は全州李氏。釜山広域市生まれ、慶尚南道昌原市出身。

## 略歴
- 2001年「So, Basic」の紙面広告モデルとしてデビュー。
- 2004年『ホテル ビーナス』でボーイ役を演じ、映画デビュー。
- 2005年『王の男』で中性的なコンギル役を演じ、韓国で「綺麗な男シンドローム」「イ・ジュンギ旋風」を巻き起こす。
- 2008年「My Jun My Style」で歌手デビュー。
- 2008年 視聴率30%を超えた『イルジメ〜一枝梅』で主人公を演じSBS演技大賞最優秀男優演技賞受賞。
- 2009年『ヒーロー』でMBC演技大賞人気賞受賞。
- 2009年 マキシシングル『J-STYLE』を発売。各チャート1位を獲得。
- 2009年 韓国を皮切りに中国と日本でファンミーティングを開催。
- 2009年 神戸、横浜でファンミーティング「2009 in JAPAN for SPLENDOR」を開催。
- 2010年5月3日忠南論山陸軍訓練所に入所して、5週間の基礎軍事訓練を受けた後、現役で軍服務に臨む。（同年4月30日自身のミニホームページに"一歩遅れた入隊だが、誰より堂々としていて格好良く無事に終えてくる計画"と明らかにした。彼は当初映画『グランプリ』とドラマ『神医』を撮影する計画だったが、入隊で出演することができなくなった）
- 2012年2月16日軍隊服務を終え除隊。
- 2015年 ソウルドラマアワード 2015で韓流ドラマ男優演技賞を受賞[4]。
- 2024年1月2日第33回ソウル歌謡祭が初めて海外の、タイで行われ、プレゼンテーターとして起用された。

## 人物・エピソード

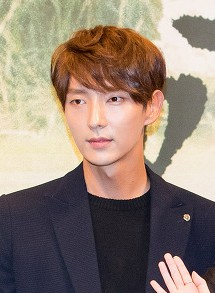
2016年

- 学歴:チャンウォン（昌原）ヨンホ小学校,チャンウォン（昌原）パンソン中学校,チャンウォン（昌原）キョンイル高等学校,ソウル芸術大学 映画科 中退,ソウル総合芸術学校 演技芸術学科 ,ハンソ（韓瑞）大学校 映像芸術学科 中退
- 顔つきが日本人に似ていたため、学生時代に「ナカムラさん」というあだ名を付けられた。
- ホームページに親日であると書いたため韓国で強い非難を受けた。その後、日本を好きというのは冗談であり、思慮が足りない言葉であったと謝罪している[5]。
- 高校卒業後、俳優を目指して単身ソウルに上京。様々なアルバイトをしながら200以上のオーディションを受けた
- 上京時の持ち金は30万ウォン（約3万円）のみ。俳優になることを両親から反対されていた為仕送りなどは全くなく生活費の為いくつかのバイトをかけもつ。
- 住み込みでバイトしていた時の部屋は店の屋上にあるゴキブリの多い小さな部屋だった。バイトとオーディションのつらい日々が続いていたがその時の苦労があってこそ今の自分があるとインタビューで語っている。
- ホテルビーナスの撮影の為に来日した際、所属事務所の経営も苦しかった為滞在経費が出ずマネージャは帰国、ジュンギ一人が日本に残り撮影を続けた。その後ホテルと撮影を往復する日々の中で生活費の為に居酒屋でバイトも始める[6]。
- 特技はダンスとテコンドー。舞台挨拶やコンサートでたびたび腕前を披露している。
- 性格は情熱的であり、親しい友人には「火のようだ」と言われるという。
- 2005年『王の男』で中性的な役を演じたが、ジュンギ自身は長身で声も低かったため、共演者のカム・ウソンに「どうしてジュンギがこの役なの？」と不思議がられた。
- 酒好きで、飲むときは倒れるまでとことん飲むタイプ。ただし、撮影期間中は飲まないよう自粛しているようである。
- 映画の撮影で京都に滞在していた時、ホストクラブにスカウトされたことがある。
- 2008年7月：10月に開催される『ソウル韓流フェスティバル』の広報大使に委嘱された。
- 2008年8月11日：法制局60周年記念行事で、「名誉法制官」に任命された。

法制処によると、法令文化を身近なものにし、法制業務に対する国民参加や関心を高めるため、ドラマ『イルジメ〜一枝梅』などで親しまれているイ・ジュンギを名誉法制官に任命したとのこと。
- 座右の銘・好きな言葉は「若い頃の苦労は買ってでもしろ」日本のインタビューで日本語で答えているが、韓国にも同じ意味の言葉があるとのこと。
- カトリックの為十字を切る姿も映されることがあり、デビュー当時からつけているピアスの十字架は亡くなった祖母の愛蔵品を利用して作ったもの。ちなみに、洗礼名はペテロ。
- 『王の男』以降に出演した映画二本が相次いで興行に失敗した事により改めて俳優として初心から出直すきっかけになったとトーク番組で語っている[6]。
- 『王の男』ボーナス出演料や化粧品ＶＯＶのモデル料を全額寄付するなどチャリティー活動を行う事が多い。その為アジア各地でファンが彼の名前で寄付をする事が頻繁に行われている。
- 先述の通り、日本人に似た顔つきをしているが、2014年放送の主演ドラマで19世紀後半の李氏朝鮮を舞台とする『朝鮮ガンマン』では父が殺された挙句罪人の汚名を着せられ、自身もまた罪人の子のレッテルを貼られた挙句に何者かの銃弾で撃ち殺されたかに見えたが、実際には生き延びて陰謀の全容解明を目論むべく、「日本人商人の長谷川半蔵」と身分を騙って行動する朝鮮人のパク・ユンガン役を演じた。この作品の中では、朝鮮人ながら日本人に成りすましているという設定から、台詞の中で日本語を発する場面がある。
- 2018年時点で「アカデミー賞をとること」が夢であると公言している[7]。
- 2021年～2022年ごろから、月が好きだといって、Instagramにはしばしば自身が撮った月の画像を投稿したり、スマートフォンの待ち受けが月の画像であることを明かしたことがある。
- 2024年1月2日にタイで行われた第33回ソウル歌謡祭にプレゼンターとして起用された際には、妹との仲のよい様子が自信のInstagramやファンのInstagramでたくさん紹介された。

## 出演

### テレビドラマ
- 星の声（2001年、MBC）
- STAR’S ECHO〜あなたに逢いたくて〜（2004年、フジテレビ、日韓合作）
- どうすりゃいいんだ!!〜1979年の贈り物〜（2004年、KBS）
- マイガール（2005年 - 2006年、SBS）
- 101回目のプロポーズ（2006年、MBC）
- 犬とオオカミの時間（2007年、MBC）
- イルジメ〜一枝梅（2008年、SBS）
- ヒーロー（2009年 - 2010年、MBC）
- アラン使道伝（2012年、MBC）
- TWO WEEKS（2013年、MBC）
- 朝鮮ガンマン（2014年、KBS）
- 夜を歩く士＜ソンビ＞（2015年、MBC）
- 彼女はキレイだった（2015年、MBC）
- 麗＜レイ＞〜花萌ゆる8人の皇子たち～（2016年、SBS）
- ファーストキスだけ7回目（2016年、NAVER TV Cast） - ロッテ免税店のWebドラマ
- クリミナル・マインド：KOREA（2017年、tvN）
- 無法弁護士～最高のパートナー～（朝鮮語版）（2018年、tvN）
- ホテルデルーナ〜月明かりの恋人〜（2019年、tvN）
- 悪の花（2020年、tvN）
- アゲイン・マイ・ライフ（朝鮮語版）（2022年、SBS）
- アラムンの剣 アスダル年代記 season2（2023年、ディズニー+）

### 映画
- ホテル ビーナス（2004年、日韓合作）
- 僕らのバレエ教室（2004年）
- 王の男（2005年）
- フライ・ダディ（2006年）
- 初雪の恋 ヴァージン・スノー（2006年、日韓合作）
- 光州5・18（2006年）
- バイオハザード：ザ・ファイナル（2016年）
- シチリアの恋（2016年、中国）

### ミュージカル
- 生命の航海(2010年)

### ミュージック・ビデオ
- Clazziquai　「sweety」(2004年)
- イ・スヨン　「GRACE」「秘密」(2006年)
- イ・ソンヒ　「縁」(＊映画「王の男」の映像を使用しているが主題歌ではない)
- イ・ヒョリ　「Anystar」

### CM
- 男性化粧品ブランド　「VONIN」（韓国）
- 女性化粧品ブランド　「LacVert」（韓国）
- ロッテ飲料水　「美女はザクロがお好き」（韓国）
- サムスン電子　携帯電話　「Anycall」（韓国）
- 衣料品ブランド　「SPRIS」（韓国）
- 男性用シャンプー　「LONGLIQI（隆力奇）」（中国）
- 清涼飲料水　「Pepsi」（中国）
- music.jp(2012年、日本)
- 化粧品ブランド　「Pene Green」(2019年韓国)
- ロッテ七星飲料「チルソンサイダー」(2021年 韓国)

## 作品

### 音楽

#### シングル
- My Jun My Style(2008年07月31日)
- J-style(2009年04月21日)
- Deucer(2012年04月25日)

#### アルバム
- 1st Mini Album 褒めてくれ(2012年05月02日)

### DVD
- 韓流スター スペシャル・トークDVD(2007年02月23日)
- 「フライ・ダディ」の世界 -イ・ジュンギの挑戦-(2007年)
- 素顔のイ・ジュンギ　-1st コンサート in ソウル-(2008年01月25日)
- 素顔のイ・ジュンギ プレミアム・エディション-(2008年03月28日)
- 素顔のイ・ジュンギ in 犬とオオカミの時間メイキング(2009年01月30日)
- REUNION JG(2012年05月02日)

### 写真集
- O'boy - for SPLENDID 2WENTIES of LEEJOONGI -（2011年06月04日）

## 書籍
- 『イ・ジュンギといっしょにアンニョンハセヨ 韓国語1』（2010年06月10日 Mari Books）

パソコン用オーディオDVD付き
- 『イ・ジュンギといっしょにアンニョンハセヨ 韓国語1』[8]（2010年10月30日 ソフトバンククリエイティブ）

CD2枚付き

## 日本語吹き替え
『王の男』以降、現在までほとんどの作品を石田彰が担当しており、「当たり役」「イ・ジュンギの日本語の声と言えば」とも称されるほどに定着している。